# Cesare De Franchi Toso
Cesare De Franchi Toso (Génova, 1666 – Génova, 1739) foi o 146.º Doge da República de Génova e rei da Córsega.

## Biografia
Nascido em Génova por volta de 1666, Cesare De Franchi ocupou vários cargos públicos a partir da maioridade no estado genovês. A sua eleição como Doge da República de Génova ocorreu em 8 de outubro de 1721, o centésimo primeiro na sucessão bienal e o n.º cento e quarenta e seis na história republicana. Como Doge, ele também foi investido no cargo bienal de rei da Córsega. Ele morreu em Génova em 1739.